# Zinkgruvan (gruva)
Boliden Zinkgruvan är en gruva i samhället Zinkgruvan i Askersunds kommun. Gruvan bryter och anrikar zink, bly och kopparmalm. Gruvan är Sveriges sydligaste underjordsgruva och har varit i kontinuerlig drift sedan 1857.

## Historik

### Vieille Montagne
Det belgiska gruvbolaget Vieille Montagne (Société anonyme des mines et fonderies de zinc de la Vieille-Montagne) köpte 1857 ett antal gruvfält i närheten av Åmmeberg av Johan Efraim Lundgren (1815–1900) för 2,5 miljoner francs. Ett av dessa gruvfält gick under namnet Zinkgruvan och där satte Vieille Montagne redan samma år igång med storskalig gruvdrift. Året därpå byggde bolaget Sveriges första privatägda normalspåriga järnväg, Åmmebergs järnväg, för malmtransport till anrikningsanläggningen i Åmmeberg vid Vättern. År 1977 flyttade anrikningen från Åmmeberg till Zinkgruvan. År 1978 anställde man de första kvinnliga gruvarbetarna under jord. Gruvan ägdes av Vieille Montagne till 1994. När Vieille Montagne då ville sälja gruvan gjordes ett misslyckat försök att börsnotera den under företagsnamnet Ammeberg Mining AB. 

### North Ltd/Rio Tinto
År 1995 såldes gruvan till det australiensiska bolaget North Ltd för 1,3 miljarder kronor. År 1998 uppgick North Ltd i sin tur i den multinationella gruvkoncernen Rio Tinto. År 2001 blev företaget Zinkgruvan först i Sverige med att använda pastafyllning för att återfylla bergrum.

### Lundin Mining
År 2004 köptes Zinkgruvan av Lundin Mining för 775 miljoner kronor. Större delen av köpet finansierades genom att man sålde silverrättigheterna i gruvan till det kanadensiska företaget Silver Wheaton för 630 miljoner kronor. Silver är en biprodukt vid zinkbrytning och Silver Wheaton innehar rättigheterna fram till 2030. År 2010 påbörjades brytning av kopparmalm, med en brytning av i genomsnitt 300 000 ton/år. Samma år färdigställdes en bilramp ned i gruvan, vilket medförde en produktionsökning. År 2021 nådde gruvan ett djup av 1300 meter. År 2015 slog Zinkgruvan produktionsrekord med 1,26 miljoner ton producerad malm och 1,24 miljoner ton anrikad malm. År 2024 kom Lundin Mining överens att sälja gruvan till Boliden AB och Boliden övertog företaget i april 2025.. 2024 nådde gruvan även ett djup av 1400 meter.

### Boliden AB
Den 16 april 2025 slutfördes ett köp  av gruvan mellan Lundin Mining och Boliden AB och Zinkgruvan blev en del av Boliden AB. 

## Verkställande direktörer
- 1857-1885: Otto Schwarzman
- 1885-1899: Caesar Bekk
- 1899-1915: Svante Wibel
- 1916-1946: Otto Torell
- 1946-1976: Sven Torell
- 1976-1977: Olle Anestad
- 1977-1979: Marc Laurent
- 1979-1991: Sven Sollenberg
- 1991-1995: Peter Zeidler
- 1995-2006: Stefan Månsson
- 2006-2009: Stefan Romedahl
- 2009: Douglas Syme
- 2009-2011: Samuel Rasmussen
- 2011: Stefan Månsson
- 2011-2016 Bengt Sundelin
- 2016-2020 Agne Ahlenius
- 2020-2025: Staffan Sandström
- 2025-          Peter Bergman